# Neritos citrinos
Agaraea sorex là một loài bướm đêm thuộc phân họ Arctiinae, họ Erebidae.